# Escándalo de explotación sexual infantil de Oulu

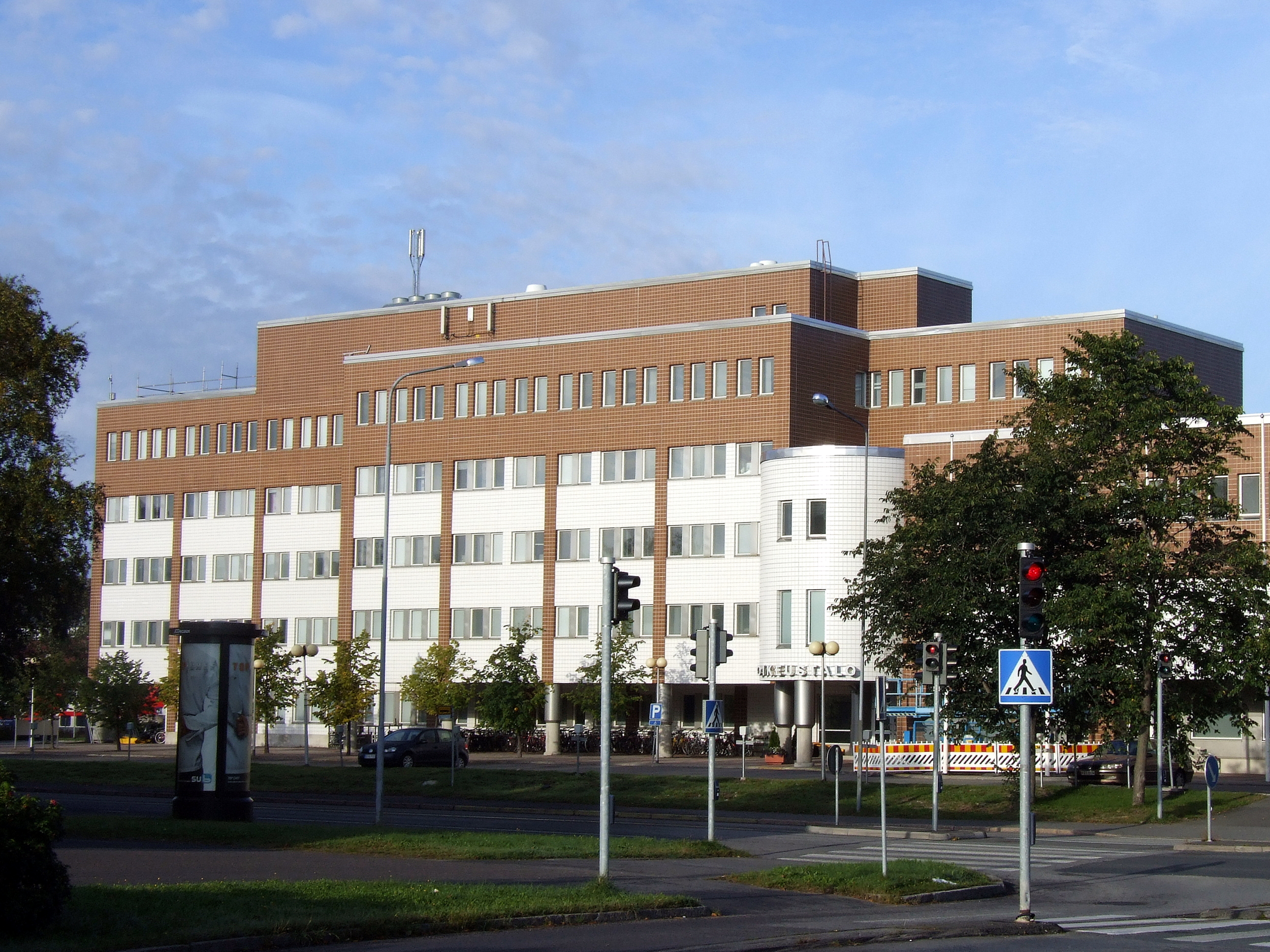
Palacio de Justicia de Oulu, 2009.

En diciembre de 2018, se supo que hombres adultos, todos ellos llegados a Finlandia como solicitantes de asilo o refugiados, estaban acosando, violando y abusando sexualmente de niñas menores de 15 años en Oulu, Finlandia. 
Una víctima terminó suicidándose. El Departamento de Policía de Oulu advirtió a las jóvenes y a sus padres, al tiempo que destacó que «no todas las personas de origen extranjero son deshonestas o criminales». A mediados de enero de 2019, los sospechosos eran 16.
El caso «sacudió» Finlandia, donde los miembros del gabinete rompieron el tabú finlandés de hacer comentarios sobre investigaciones criminales en curso.

## Cronología del descubrimiento de los delitos
El informe policial inicial, del 1 de diciembre, trataba sobre una banda de siete hombres extranjeros que habían estado acosando a una niña. El texto causó conmoción entre los finlandeses. Se confirmó que la niña era finlandesa y menor de 10 años, y que fue violada durante meses. Como pocos días antes se habían producido otras dos detenciones por violación, el comisario de la policía de Oulu, Markus Kiiskinen, aseguró a la opinión pública que «no se trata de un fenómeno de delitos sexuales en el que extranjeros cometan violaciones en la calle. Estos casos ocurrían al mismo tiempo.»
El departamento de policía de Oulu advirtió a las niñas y a sus padres que estuviesen atentos a los depredadores sexuales activos en las redes sociales.
El 6 de diciembre, la policía de Oulu tenía a diez hombres bajo arresto por delitos sexuales y violentos. Las víctimas eran ahora tres niñas, todas ellas menores de 15 años. Todos los sospechosos habían llegado a Finlandia como solicitantes de asilo o refugiados.
El 11 de enero de 2019, la policía reveló que una de las víctimas de violación se había suicidado meses antes. El número de víctimas había aumentado a nueve. El número de hombres bajo custodia policial era ahora doce. Todos los sospechosos eran extranjeros.
Para el 16 de enero los sospechosos sumaban 16, y todos ellos eran nacidos en el extranjero. La policía reveló que al menos una de las niñas fue drogada antes de ser violada. Se descubrió que los crímenes ocurrieron en el verano y otoño de 2018.
El 11 de febrero se informó que la policía había comenzado a investigar nuevas presuntas violaciones de dos niñas menores de edad que habían ocurrido unos días antes en una casa particular. Una de las niñas tenía menos de 16 años y la otra menos de 18. Un extranjero con un permiso de residencia finlandés fue detenido como sospechoso. El 13 de enero, la policía anunció que estaba investigando otra presunta violación y abuso sexual agravado de una menor. La víctima era una niña de 14 años y la violación había tenido lugar en un apartamento privado en enero.
A finales de febrero, la policía había ampliado la investigación y los informes para incluir no solo los casos de acoso sexual en Oulu, sino también «actos más leves, como agresiones.»  Se amplió el número de sospechosos a 29, de los cuales unos 20 eran «hombres de origen extranjero». En 2020, tras una apelación infructuosa iniciada por ocho de los convictos extranjeros, se reveló que tenían una víctima común de entre 12 y 13 años, a la que habían llegado a conocer y con la que se mantenían en contacto «principalmente a través de varias aplicaciones de redes sociales como Facebook, Instagram, Messenger y WhatsApp.» La niña fue victimizada por los ocho, pero de forma independiente. Su identidad permanecerá sellada durante 60 años.

### Fuga
Uno de los sospechosos de pertenecer a la banda de engaño pederasta escapó a Alemania y es posible que continuase a Francia. Fue arrestado en Alemania en 2018, pero fue puesto en libertad. El sospechoso tenía entre 25 y 26 años y se dice que violó a una niña de 13 años durante un largo período. De nacionalidad iraquí, fue capturado nuevamente en Saarbrücken en 2019 mientras viajaba en un tren de alta velocidad de París a Mannheim, pero se dijo que podría llevar hasta cuatro semanas extraditarlo a Finlandia.

## Veredictos
Muso Asoev, nacido en 1975 en Tayikistán, fue condenado a tres años y ocho meses de prisión, además de tener que pagar una indemnización de 10 500 euros a la víctima, por abuso sexual y penetración con los dedos a una niña de 10 años en el interior de una mezquita entre el 7 de julio y el 7 de octubre de 2018.
Abdullhadi Barhum, de 22 años en 2019, fue condenado a dos años y medio de prisión, más una indemnización de 3 700 euros a la víctima, por abuso sexual a una menor y violación de una niña de 14 años que le contactó a través de una popular red social para que le comprara cigarrillos, lo que hizo, antes de obligarla a tener sexo oral.
| condenado                       | año de nacimiento | país de orgien | fecha de condena    | sentencia        | delito(s)                                                                                            | edad de la(s) víctima(s) | fecha(s) del/de los crímene(s)             |
| ------------------------------- | ----------------- | -------------- | ------------------- | ---------------- | --- | ------------------------ | ------------------------------------------ |
| Rahmani Gheibali                | 1998              | Afganistán     | 9 de myo de 2019    | 4 años           | Abuso sexual agravado de un menor, violación agravada                                                | 13                       | abril – septiembre de 2018                 |
| Shiraqa Yosefi                  | 1998              |                | 14 de marzo de 2019 | 2 años           | Abuso sexual agravado de un menor                                                                    | 13                       | 15 de septiembre – 27 de octubre de 2018   |
| Osman Ahmed Mohamed Humad       | 1995              |                | 5 de junio de 2019  | 3 años           | Abuso sexual agravado de un menor, persuadir a un menor para propósitos sexuales                     | 13                       | junio – octubre de 2018                    |
| Javad Mirzad                    | 1990              | Afganistán     | 7 de junio de 2019  | 3 años y 4 meses | Abuso sexual agravado de un menor                                                                    | 13                       | agosto de 2018                             |
| Ali Osman Mohamed               | 1993              |                | 20 de junio de 2019 | 4 años           | Violación agravada, abuso sexual agravado de un menor, persuadir a un menor para propósitos sexuales | 13                       | Verano y otoño de 2018                     |
| Hassan Mohamud Mohamed          | 1980              |                | 9 de julio de 2019  | 4 años y 6 meses | Violación agravada, abuso sexual agravado de un menor                                                | 12–13                    | 2017–2018                                  |
| Qayssar Mohsin Sbahi Aldhulaiei | 1993              | Iraq           | 12 de julio de 2019 | 4 años           | Violación agravada, abuso sexual agravado de un menor, agresión                                      | 13                       | junio – octubre de 2018                    |
| Abdo Ibrahim Ahmed              | 1985              |                | 12 de julio de 2019 | 4 años y 2 meses | Violación agravada, abuso sexual agravado de un menor, posesión de pornografía infantil              |                          | 4 de agosto de 2017 – 18 de agosto de 2018 |
| Fuentes:                        |                   |                |                     |                  | |                          |                                            |

## Reacciones
A principios de diciembre de 2018, el primer ministro finlandés, Juha Sipilä, declaró: «Los culpables serán castigados en un estado de derecho, independientemente de su origen étnico.» A mediados de enero de 2019, Sipilä emitió una declaración formal en la que decía: «El gobierno ha cambiado la ley desde principios de año, facilitando la expulsión de extranjeros que han cometido delitos.» En enero, cuando se revelaron nuevos casos, emitió una declaración formal en la página de internet presidencial: «Es inaceptable que algunos solicitantes de asilo e incluso aquellos a quienes se les ha concedido asilo hayan traído el mal aquí y creado inseguridad aquí.»
El ministro del Interior, Kai Mykkänen, afirmó que estas cosas no deberían ocurrir en Finlandia y pidió que se eduque a los inmigrantes que residen en centros de recepción.
Paula Risikko, portavoz del parlamento declaró: «We'll deliver punishments for these kinds of crimes and, if necessary, send you back to your home country.»
Antti Kaikkonen, líder del Partido del Centro en el Parlamento, declaró que «todo aquel que llega a Finlandia tiene que cumplir las leyes locales».

## Consecuencias
Reuters informó que el caso se había convertido en «un tema político importante» en la política finlandesa. La agencia de noticias Xinhua informó que la presunta violación por parte de ocho hombres de ascendencia extranjera había aumentado el apoyo de partidos populistas en Finlandia.
Como respuesta a las revelaciones sobre delitos sexuales, en enero se presentaron en el Parlamento tres proyectos legislativos de vía rápida: uno para aumentar las penas por abuso sexual de menores; otro para mejorar la capacidad de la policía para «procesar» datos personales de las personas; y otro para retirar la ciudadanía finlandesa a los extranjeros naturalizados que cometan ciertos delitos. Antti Lindtman, presidente del Grupo Parlamentario Socialdemócrata, subrayó la singularidad de contar con el apoyo de todos los grupos parlamentarios.
En enero de 2019, la ciudad de Oulu prohibió a los solicitantes de asilo extranjeros visitar escuelas y guarderías.
En febrero de 2019, Oulu, utilizando como justificación el descubrimiento en diciembre de delitos sexuales contra menores, solicitó una subvención gubernamental de 2,3 millones de euros para, entre otras cosas, educar a los padres sobre cómo prevenir los delitos sexuales tanto por parte de finlandeses como de extranjeros. La ciudad recibió 1,25 millones de euros de los ministerios gubernamentales de un presupuesto final de 2,8 millones de euros. Un miembro del Partido de los Finlandeses en el ayuntamiento criticó el proyecto y dijo que los fondos se gastarían mejor en vigilantes. El concejal luego difundió un video de TikTok realizado por el proyecto y lo ridiculizó por ser ineficaz para evitar la violación; el video fue criticado aún más por conservadores extranjeros, como el actor estadounidense James Woods.
En abril de 2019, el periódico francés Le Figaro atribuyó el éxito del Partido de los Finlandeses en las elecciones finlandesas de ese mes al escándalo de explotación sexual de inmigrantes, al igual que el periódico italiano La Repubblica, que informó que «las detenciones de ciudadanos no pertenecientes a la UE acusados y sospechosos de abuso sexual o violación habían alarmado a una parte importante de la opinión pública».
 